# Plateau oceanico della Tasmania orientale
Il plateau oceanico della Tasmania orientale è un microcontinente sommerso posizionato a sudest della Tasmania. 
Si estende su di un'area di 50.000 km2 e si trova a una profondità compresa tra 2.500 e 3.000 m. Ha una forma circolare ed è composto di roccia continentale circondata da crosta oceanica. Fu soggetto ad attività vulcanica circa 36 milioni di anni fa.
Il plateau è separato dall'isola di Tasmania da circa 100 km di acque profonde; la sella della Tasmania orientale è un'alta dorsale oceanica che mette in connessione il plateau con la penisola Freycinet, nella regione costiera della Tasmania orientale. La dorsale si estende dal plateau in direzione nordovest. A sudovest del plateau si trova la depressione de L'Atalante.

## Tettonica
Prima dell'innescarsi del rifting tettonico, il plateau oceanico della Tasmania orientale era attaccato alla parte sudorientale della Tasmania e alla punta nordest del South Tasman Rise. A nordest, est e sudest del plateau si trovava il Lord Howe Rise.
Durante il Cretaceo, la fratturazione del supercontinente Gondwana iniziò nei pressi della Tasmania. Circa 83 milioni di anni fa, un rift penetrò nella costa orientale della Tasmania da sud e separò il Lord Howe Rise dal South Tasman Rise a ovest. L'espansione del fondale oceanico continuò a spostare questa scheggia di continentale lontano dalla Tasmania e dall'Australia, mentre il rift si insinuò nel Lord Howe Rise e lo separò dal plateau della Tasmania orientale. Il distacco del plateau dal Lord Howe Rise ha lasciato un vasto golfo sul lato occidentale del Rise alle coordinate 38°S 162°E che corrispondono alla posizione originaria.
Nel Cretacico superiore, il plateau si trovava alla latitudine 65°S da dove si mosse verso nord fino a 60°S all'inizio dell'Oligocene.